# Minamoto no Noriyori
Minamoto no Noriyori (源 範頼), född 1156, död 14 september 1193, var under slutet av Heian-perioden  general i ett flertal slag under Genpei-kriget.
Noriyori var  Minamoto no Yoshitomos sjätte son och kämpade tillsammans med sina bröder Minamoto no Yoritomo och Minamoto no Yoshitsune under Heiji-upproret. Efter Kiyomoris seger 1160 skonades Noriyori tillsammans med sina yngre bröder.
1180 stödde han sin bror Yoritomo i Kamakura. 1184, sedan Genpei-kriget pågått i fyra år, gjorde Noriyori ett utfall mot Tairas fäste i Shikoku.  Noriyori besegrade den egnesinnige Minamoto no Yoshinaka i det andra slaget vid Uji och i slaget vid Awazu. Sedan spelade han en avgörande roll i slaget vid Ichi-no-Tani. Taira fick i det senare slaget dra sig tillbaka från sitt fäste efter en svår förlust.
I oktober 1184 skickades Noriyori från Kyoto med en Minamoto-styrka för att säkra Chūgoku-regionen. Här spelade Noriyori en avgörande roll vid slaget vid Kojima. Emellertid ville Noriyori mera, och fick problem på grund av att styrkans förråd tog slut. Han skickade bud till sin bror i Kamakura och fick svaret att påfyllning skulle komma, men att Taira bevakade sjöfarten noga, så att det måste ske med försiktighet. Noriyori fick slutligen ris och annan proviant och ett antal fartyg från en storman i Suo-provinsen.  Han tog sina soldater till Kyūshū, som planerat och blev kvar där. Han deltog sålunda inte i den avgörande sammandrabbningen, slaget vid Dan-no-ura. 